# Cercle norvégien du livre
Le Cercle norvégien du livre est un club de livres créé en 1961 pour vendre des livres par correspondance. Il appartient aux maisons d'édition Gyldendal (48,5%), Aschehoug (48,5%) et Pax Forlag (3%).

## Histoire
Le club est créé le 1er septembre 1961 par Gyldendal, Aschehoug, Cappelen et Tiden Norsk Forlag avec pour objectif de ré-éditer des livres célèbres. Le premier livre à faire l'objet d'une nouvelle distribution est l'ouvrage de Pearl Buck, La Terre chinoise.
En quelques mois, le club compte 15000 membres et il dépasse les 100000 en 1969. Le club étend ses activités à la poésie dans les années 60, puis à la littérature pour enfants en 1971. À partir de 1976, il commence à vendre de la littérature contemporaine.
En parallèle, Bokklubben Dagens est créé en 1984 par Pax Forlag pour lui faire concurrence, mais les clubs finiront par être fusionnés en 1987 par un jeu de rachats des maisons d'éditions.

## Éditions
- Les 100 meilleurs livres de tous les temps

## Administrateurs
- 1961-1964 : Henrik P. Thommessen
- 1964-1991 : Knut T. Giæver
- 1991-2010 : Kris Einarsson
- 2011- : Kari Mills